# 南京官話
南京官話（なんきんかんわ）とは南京語音を基礎とした中国語の方言一つ。明朝が首都を南京に定めたことで成立し、明代から清代にかけて官吏が使う共通語として使われた。17世紀に渡中した宣教師たちがマンダリン（官吏の言語）と呼んだものはこの南京官話であった。
現代の南京語は方言区分では北方官話のうち江淮官話（下江官話）に属し、北京語などと異なり、入声の音節末子音が消滅したものの声調として残っていることが特徴である。これは当時も同様で南京官話の声調は陰平・陽平・上声・去声・入声の五声であった。元代の元曲で用いられた韻書『中原音韻』において北方ではすでに入声が失われていたことが知られているが、明代の戯文や伝奇などは南方音を用いて入声が残っていたことが知られている。また清代の正音教育で用いられた教科書でも入声が残されていた。このように明の永楽帝が南京を名目上の首都とするも実質的に北京に遷都し、清が北京を首都とした後でも長く南京音が標準とされており、清末になってようやく北京音を標準音とする北京官話が標準語となっていった。

## 関連文献
- 高田時雄「清代官話の資料について」『東方学会創立50周年記念東方学論集』東方学会、1997年。